# پادوی هتل (فیلم ۱۹۱۸)
پادوی هتل (انگلیسی: The Bell Boy) یک فیلم کوتاه کمدی به کارگردانی و بازیگری راسکو آرباکل است که در سال ۱۹۱۸ منتشر شد.

## گزیدهٔ بازیگران
- راسکو آرباکل
- باستر کیتون
- ال سنت جان
- آلیس لیک
- جو کیتون
- چارلز دادلی